# Rathaus (Grodków)

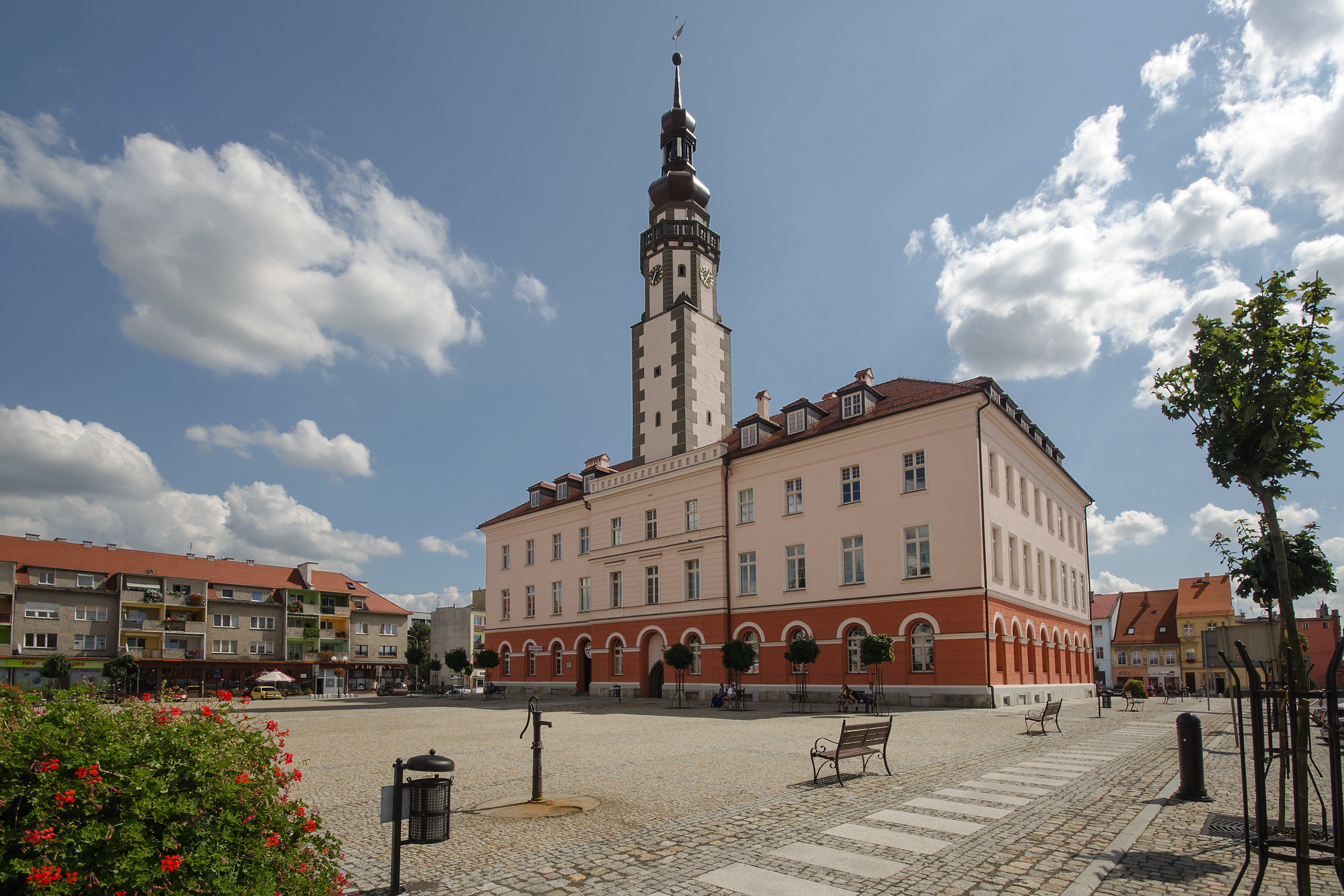
Rathaus Nordseite mit Turm (2013)

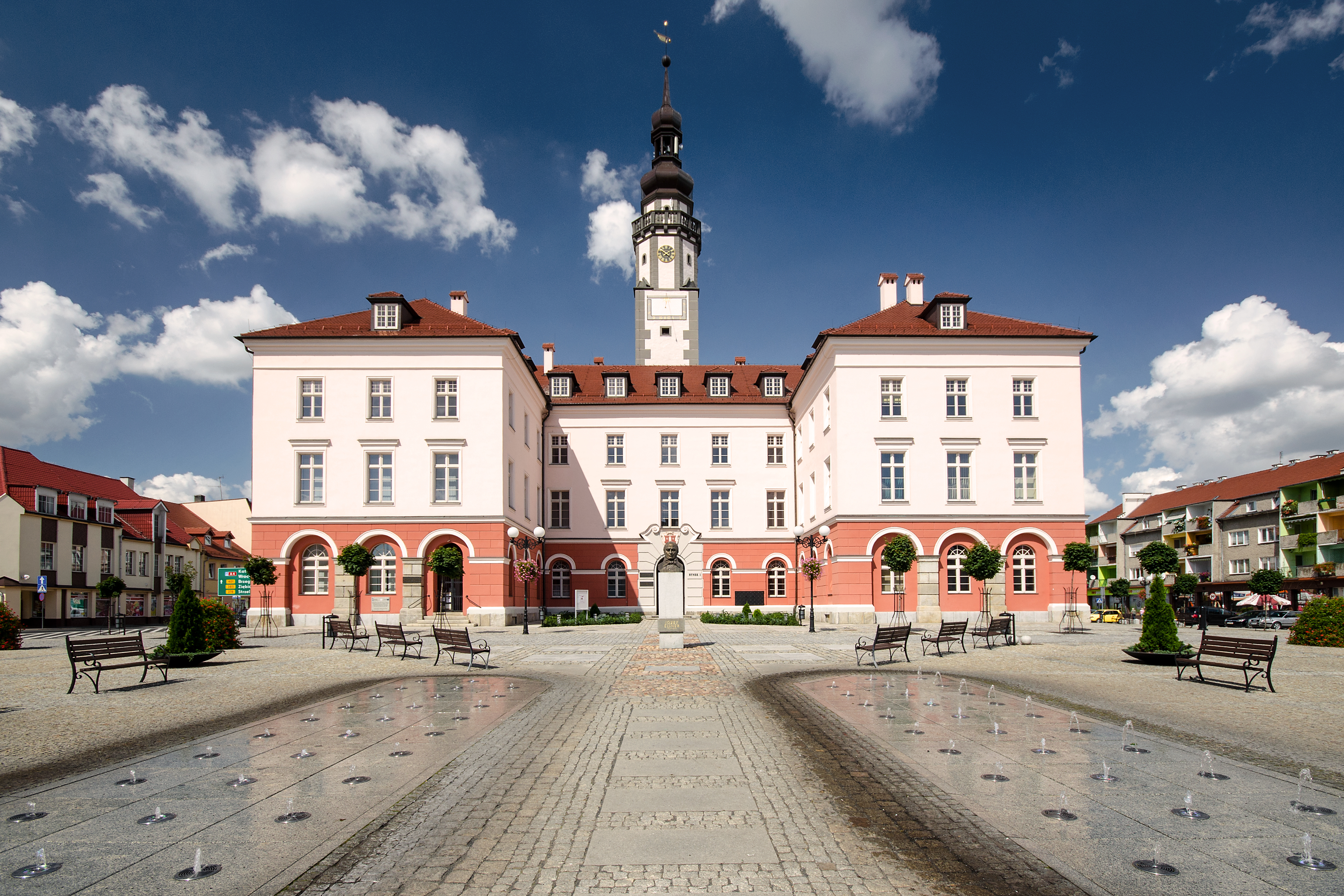
Südseite

Das Rathaus im schlesischen Grodków (dt. Grottkau) steht in der Mitte des rechteckigen Ringes (Rynek), dem Grottkauer Marktplatz.

## Geschichte
Ein erster Rathausbau stammte aus dem 14. Jahrhundert. Dieser Bau wurde 1549 durch einen Brand zerstört. Unter Bischof Balthasar von Promnitz wurde dieser Bau bis 1555 wieder aufgebaut. 1833 zerstörte erneut ein Feuer das Gebäude, lediglich der Rathausturm blieb erhalten.
1840 wurde der Neubau des Rathauses durch den Architekten Philippi aus Oppeln fertiggestellt. Der Rathausturm wurde in den Neubau integriert und ist bis heute erhalten.
Anfang Februar 1945 wurde die Stadt in großen Teilen zerstört. Das Rathaus wurde ebenfalls teilweise stark beschädigt. 1948 wurde der Wiederaufbau des Rathauses vollendet. Die im Krieg zerstörte Turmhaube wurde 1964 rekonstruiert. 
Seit 1966 steht das Rathaus unter Denkmalschutz. 1970 wurde vor dem Rathaus das Denkmal für Joseph Xaver Elsner aufgestellt. Von 2008 bis 2010 wurde die Außenfassade des Rathauses saniert. Zwischen 2018 und 2020 erfolgte die Sanierung der Innenräume.

## Architektur
Das dreigeschossige Gebäude auf hufeisenförmigen Grundriss entstand im Stil des Spätklassizismus. Das Rathaus besitzt ein Walmdach sowie Rundbogen-Blendarkaden im Sockelgeschoss. Der Rathausturm, an der Nordfassade gelegen, besitzt Elemente im Stil der Gotik und Renaissance. Der Turm besitzt einen quadratischen Grundriss mit einem oktogonalen Aufsatz. Bekrönt ist der Turm mit einer barocken Haube, welche 1964 angebracht wurde. Im Inneren befindet sich eine Tafel mit dem Wappen des Bischofs Balthasar von Promnitz und einer Inschrift über den Wiederaufbau von 1551.